# François-Timoléon de Choisy
François-Timoléon de Choisy (wym. fʀɑ̃swa timɔleɔ̃ də ʃwazi, ur. 16 sierpnia 1644 w Paryżu, zm. 2 października 1724 w Paryżu) – francuski pisarz i duchowny.
Studiował filozofię i teologię na Sorbonie. Autor licznych prac historycznych (min. Histoire de France sous les regnes de Saint Louis ... de Charles V et Charles VI (5 tomów, 1688–1695), 11 tomowej Histoire de l'Église (1703–1723), religijnych i pamiętnika Mémoires (1737). Od 1687 członek Akademii Francuskiej. W 1685 brał udział w misji dyplomatycznej wysłanej do Syjamu. Został tam wyświęcony na kapłana 10 grudnia 1685.